# Pueblo dungano
Pueblo dungano o dungano es un término utilizado en territorios de la antigua Unión Soviética para referirse a un grupo de musulmanes de origen hui. Los pueblos de habla túrquica en la provincia de Xinjiang, en el noroeste de China, también se refieren a los miembros de este grupo étnico como dunganos. Sin embargo, tanto en China como en las ex repúblicas soviéticas donde residen, los miembros de este grupo étnico se llaman a sí mismos hui, porque los dunganos son descendientes de Hui que llegaron a Asia Central.

## Historia

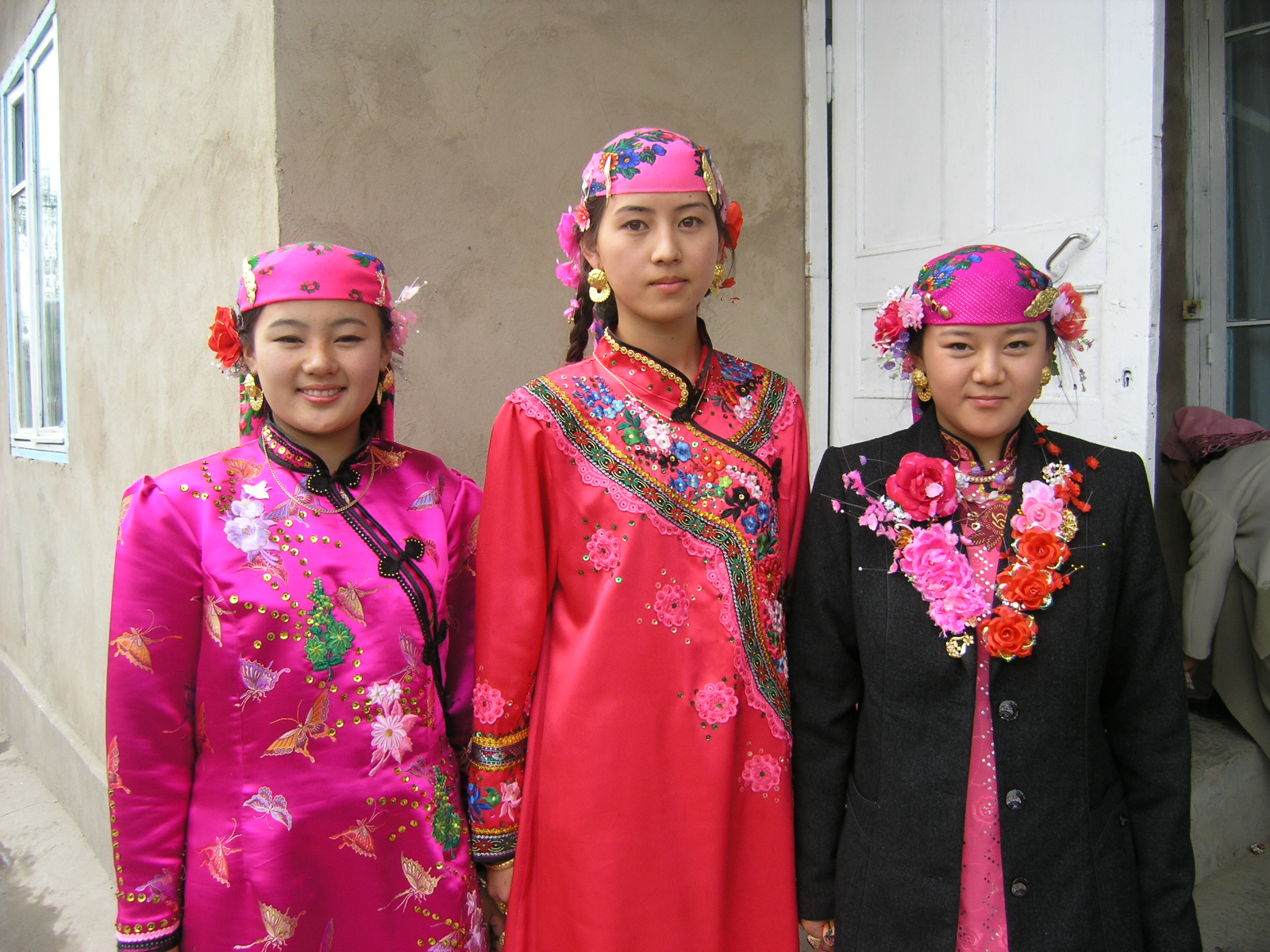
Jóvenes dunganas en una boda en la provincia de Zhambyl de Kazajistán.